# Tribuna do Sertão (Alagoas)
A Tribuna do Sertão é um jornal de Alagoas com circulação semanal e tiragem de 8 000 exemplares, fundado em 10 de janeiro de 1997, pelo escritor e jornalista Ivan Barros.
Sua redação e oficina gráfica estão situadas na Rua Padre Dimas, 32, Centro, Palmeira dos Índios, Alagoas.
A edição impressa em formato standard do Jornal Tribuna do Sertão que circula ininterruptamente desde sua fundação, às segundas-feiras, com vendas avulsas nas bancas e com circulação dirigida nas Prefeituras e Câmaras Municipais de Alagoas, Assembleia Legislativa, Câmara dos Deputados e Senado Federal, órgãos de governo e entidade de classe no Estado.